# Solaris (romance)

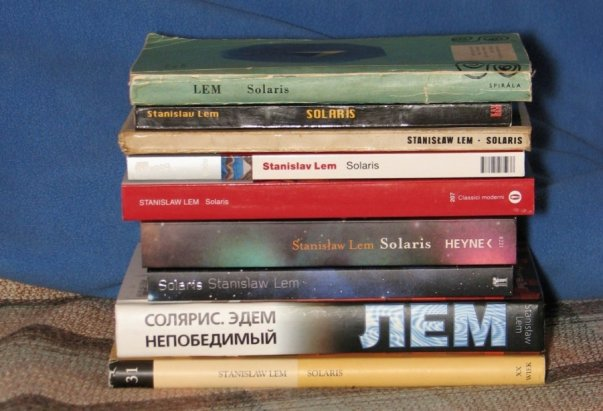
Edições de Solaris em diversas línguas

Solaris é um romance de ficção científica escrito em 1961 pelo autor polonês Stanisław Lem.
Narra a saga de uma equipe de cientistas em uma estação de pesquisa enquanto eles tentam entender uma inteligência extraterrestre, que assume a forma de um vasto oceano em um planeta alienígena chamado Solaris. O romance, que tem um tratamento filosófico e existencial está entre as obras mais conhecidas de Stanislaw Lem. 
O livro foi adaptado inúmeras vezes para cinema, teatro e até para o rádio. Adaptações cinematográficas importantes incluem Solaris produzido por Andrei Tarkovski, e o produzido por Steven Soderbergh.
Embora Lem, posteriormente, tenha observado que nenhum desses filmes refletia a ênfase temática do livro nas limitações da racionalidade humana. 

## Trama
Solaris narra uma fracassada tentativa final de comunicação com a vida extraterrestre que habita um planeta alienígena distante, chamado Solaris. O planeta está quase completamente coberto por um oceano gelatinoso que se revela ser uma entidade única, e aparentemente dotado de inteligência. Cientistas terráqueos conjeturam que é um ser vivo e senciente e tentam se comunicar com ele. Para seguir com este projeto científico, Kris Kelvin, um psicólogo, chega a bordo da Estação Solaris, uma estação de pesquisa científica pairando próximo à superfície oceânica do planeta.
Os cientistas já estudaram este oceano por muitas décadas, mas sem obter sucesso. Uma disciplina científica conhecida como Solarística degenerou ao longo dos anos para simplesmente observar, registrar e categorizar os complexos fenômenos que ocorrem na superfície do oceano. Mas, os cientistas apenas compilaram uma elaborada nomenclatura dos fenômenos, e ainda não entendem o que tais atividades realmente significam. Pouco antes da chegada de Kelvin, a tripulação expôs o oceano a uma experimentação mais agressiva e não autorizada com um bombardeio de raios-X de alta energia. Esta experimentação dá resultados inesperados e se torna psicologicamente traumática para eles como seres humanos, incapazes de compreender e decifrar todo o mistério acerca daquele planeta. A estranha resposta do oceano a essa intrusão expõe os aspectos mais profundos e ocultos das personalidades da tripulação, enquanto não revela nada sobre a própria natureza do oceano. 
Esta resposta consiste em materializar 'visitantes', simulacros físicos, inclusive humanos; Kelvin confronta uma cópia de sua esposa e as memórias da morte dela, que cometeu suicídio, o que o faz sentir-se culpado pelo acontecimento trágico. Os "convidados" dos demais pesquisadores são apenas mencionados de forma vaga e incompleta. Todos os esforços humanos para dar sentido a estas atividades de Solaris são inúteis. Como Lem escreveu: "A peculiaridade desses fenômenos parece sugerir que observamos uma espécie de atividade, mas o significado desta atividade aparentemente racional do Oceano Solariano está além do alcance dos seres humanos”. Ele também escreveu que escolheu deliberadamente criar o alienígena senciente como um oceano para evitar qualquer personificação e as armadilhas do antropomorfismo (aparência, características físicas, pensamentos e cultura extraterrestres) ao descrever o primeiro contato.

## Personagens
- Dr. Chris Kelvin - Um cientista que acaba de chegar à estação espacial que orbita o estranho planeta. Ele chega para descobrir que a estação orbital está mergulhada no caos. Ele fica assustado e desorientado quando descobre que seu ex-professor, Gibarian, acaba de cometer suicídio e que os outros dois cientistas parecem loucos: Snaut e Sartorius costumam se esconder em seus quartos e falar de uma forma enigmática e paranoica. Depois, ele vê-se confrontado com a aparição de sua ex-esposa, Rheya, que cometeu suicídio dez anos antes, depois que ele a deixou. Embora sinta repulsa por esta réplica de um ente querido, ele também aprecia a oportunidade de expiar sua culpa pela morte da esposa e continuar, mesmo que apenas em uma farsa, a experiência de seu relacionamento passado. Enquanto ele se comunica com os outros cientistas, continua com as pesquisas nos laboratórios e biblioteca da estação, ele também gradualmente, passa a entender a real natureza daquela réplica (visitante).

- Sartorius - É o cientista mais recluso e, no entanto, mais insistentemente profissional da estação. Alto, magro e distraído, Sartorius tenta, apesar das aparições da sua própria criatura phi, manter o método científico. É em grande parte por meio de seus esforços que os cientistas tentam se comunicar diretamente com Solaris, e é ele quem desenvolve o dispositivo antineutrino capaz de dissolver as réplicas.É um físico teórico com uma ética de trabalho inflexível. Mesmo sob muito estresse, ele segue uma programação rígida e uma abordagem acadêmica para pensar sobre a realidade.Ele provavelmente recorre a este método de controlar o que pode enquanto todo o resto está fora de controle.Seu visitante é um menino, usando um chapéu de palha.

- Snaut - É um especialista em cibernética e vice de Gibarian. Na estação orbital, ele encontra-se normalmente bêbado e meio louco com suas experiências recentes em Solaris, Snaut tenta ajudar Kelvin a entender a situação sem parecer louco. Os esforços mentais o deixaram estressado e abatido. Ele é reticente e apenas semi funcional. Ele entende a situação até certo ponto e ajuda Kelvin, na medida do possível.("Snow" na tradução Kilmartin-Cox)

- Gibarian - Ex-professor de Kelvin, ele comete suicídio poucas horas antes de Kelvin chegar à estação, devido ao seu esgotamento mental pelo qual passava. O Dr. Gibarian obteve sua nota acadêmica no centro de estudos solarísticos. A bordo da Estação Solaris, ele, como chefe da tripulação, liderou vários experimentos, envolvendo o lançamento de equipamentos de medição e ferramentas no oceano. Os resultados foram frustrantes, pois não faziam sentido. Ele acabou expondo uma seção do oceano a emissões de raios gama, destruindo parte do plasma protobiótico. A resposta do oceano a essa intromissão, foi arrasadora para Gibarian, incapaz de lidar com os fenômenos, criados pelo oceano, opta por tirar a própria vida.

- Rheya - É uma réplica quase perfeita da esposa de Kelvin, que suicidou-se dez anos antes. Fisicamente idêntica à antiga Rheya, inicialmente, ela não tem autoconsciência de sua própria artificialidade e difere mentalmente da mulher original apenas em sua noção de alguns fatos ocorridos;Mas, com o passar do tempo, ela torna-se ciente de sua condição limitada e transitória, e isso afeta também a Kelvin, de maneira inesperada. E, à medida que ela passa a entender que não é quem pensa que é, ela tenta o suicídio, bebendo oxigênio líquido, copiando a atitude da Rheya original. Mas, mas não obtém sucesso, pois seu corpo é constituído de neutrinos, estabilizado por algum campo de força desconhecido, o que se traduz numa incrível e rápida capacidade de regeneração das lesões sofridas.

- Solaris - A criatura protoplasmática que cobre o planeta de mesmo nome. Por mais de cem anos, as missões da Terra têm tentado entender essa entidade oceânica gelatinosa de vários bilhões de toneladas. Embora a miríade de formas que se compõem esta criatura planetária sugira sensibilidade, nenhuma tentativa anterior de comunicação foi bem-sucedida. Centenas de teorias tentaram explicar o fenômeno, mas todas apresentaram falhas. No decorrer da trama, uma emissão experimental de raios X fez com que a massa se expressasse de uma nova maneira. Alcançando as mentes dos ocupantes da estação, ela criou, a partir dos neutrinos, réplicas perfeitas de pessoas lembradas ou imaginadas. Embora esses modelos, chamados de criaturas phi, sejam palpáveis, eles são uma projeção  das mentes dos tripulantes, mas isso os deixa confusos e paranoicos.

## Críticas e interpretações
Em entrevista, Lem disse que o romance "sempre foi um alvo e presa suculenta para os críticos", com interpretações de todo tipo, que vão do freudismo ao anticomunismo, este último afirmando que o oceano representa a URSS e as pessoas na estação espacial representam os satélites soviéticos. 
Ele também comentou sobre o absurdo da sinopse da capa do livro para a edição de 1976, em que estava escrito que o romance "expressa as crenças humanísticas do autor sobre as altas qualidades morais do ser humano". Lem observou que o crítico que promulgou a ideia freudiana na verdade errou ao basear sua psicanálise no diálogo da tradução inglesa, ao passo que seu diagnóstico falharia nas expressões idiomáticas do texto polonês original.

## Perdido na Tradução
A obra já foi traduzida para muitos idiomas ao redor do mundo. Tanto a versão polonesa original (publicada em 1961) quanto sua tradução em inglês são intituladas 'Solaris'.
Em 1964, Jean-Michel Jasiensko publicou uma versão em francês e essa foi a base da tradução para o inglês, feita por Joanna Kilmartin e Steve Cox, em 1970 e publicada pela Walker & Co., desta forma o romance ganhou o mundo com uma tradução indireta em inglês e não com uma tradução direta do polonês original, em que o livro foi realmente escrito. Esta versão foi republicada várias vezes, desde então.
Lem, que lia em inglês fluentemente, repetidamente expressou sua decepção com esta tradução feita por Kilmartin-Cox. Somente em 2011, quarenta anos após do lançamento original, Bill Johnston publicou uma tradução do polonês diretamente para o inglês. A esposa e o filho de Lem avaliaram esta versão de forma bem mais favorável: “Estamos muito contentes com o trabalho do Professor Johnston, que parece ter captado o espírito do original". Porém, esta versão foi lançada inicialmente apenas como um livro de áudio (audiobook), e finalmente em uma edição para o dispositivo Amazon Kindle, em 2014.
No Brasil, todas as edições em português foram realizadas a partir da edição em inglês. Até que, em 2015 foi lançada no país uma edição traduzida diretamente para o português, Eneida Favre traduziu o livro direto do idioma original, o polonês, melhorando muito a fidelidade da versão nacional ao texto original.

## Sobre o Escritor
Apesar de ter um doutorado em medicina, Lem nunca chegou a exercer a profissão, tendo trabalhado como mecânico durante a Segunda Guerra Mundial, escondendo a sua ascendência judaica do invasor nazista graças a documentos forjados (o exercito de Hitler havia conquistado a Polônia em 1939). Nesse período conturbado da história mundial, e sem que ninguém notasse, o jovem mecânico sabotava veículos alemães, sem levantar suspeitas. Encerrada a guerra, entre 1946 e 1949 envolveu-se em diversas pesquisas na área da psicologia, e aquilo que testemunhou exerceu sobre ele uma tão grande influência que o fez vivenciar uma fase de transição. Como resultado, decide tornar-se escritor profissional, usando a ficção científica como pano de fundo para explanar as suas visões filosóficas.
Como Lem, posteriormente escreveu - "A peculiaridade dos fenômenos de Solaris, parecem sugerir que observamos uma espécie de atividade, mas o significado desta atividade aparentemente racional do Oceano de Solaris está além do alcance dos seres humanos”. Ele também escreveu que escolheu deliberadamente criar o alienígena senciente como um oceano para evitar qualquer personificação e as armadilhas do antropomorfismo (características físicas, pensamentos e cultura extraterrestres) ao descrever o primeiro contato.